# Ancistrochilus rothschildianus
Ancistrochilus rothschildianus O'Brien (1907) es una especie de orquídea epífita. Es cultivada como planta ornamental por sus bellas flores rosas.

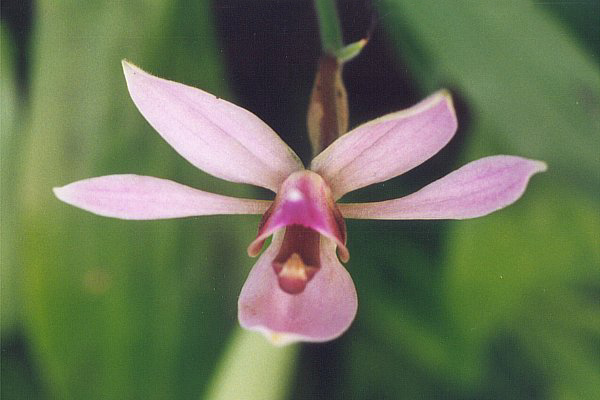
Flor.

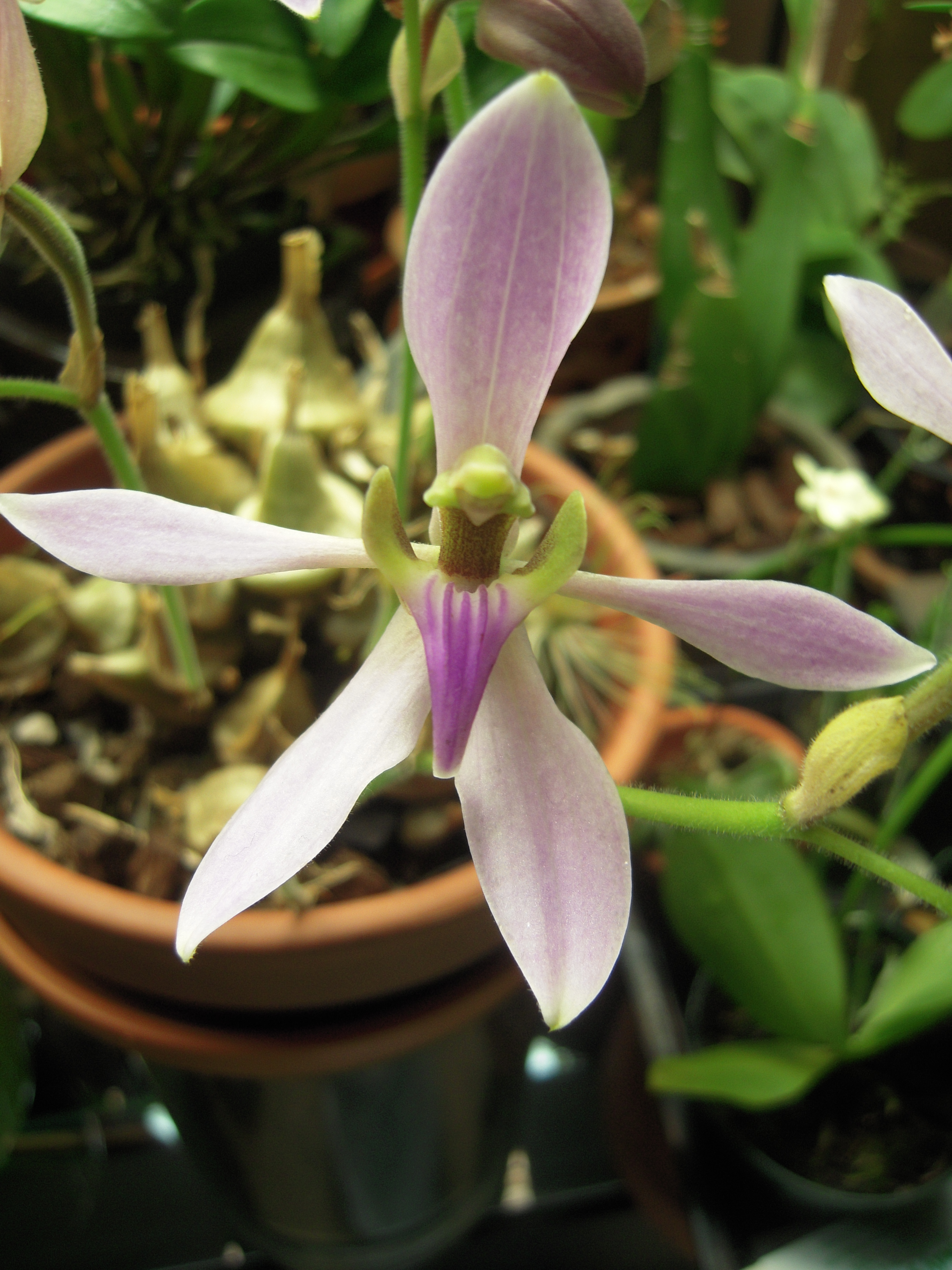
Detalle de la flor

## Descripción
Es una planta de pequeño y mediano tamaño que prefiere clima cálido a frío, es epífita simpodial con unos pseudobulbos anchos de forma cónica o piriforme. Tienen de dos a tres hojas anchas, lanceoladas, y puntiagudas. En el periodo seco entra en un estado de abscisión y pierde las hojas antes de su entrada en floración. Tiene flores grandes de unos 8 cm de ancho que son muy atrayentes por su perfume. El tallo floral aparece desde la base de un pseudobulbo maduro sin hojas, dando lugar a la inflorescencia. Los pétalos y sépalos tienen un color rosa fuerte. El labelo es trilobulado de color magenta, y termina en una proyección alargada, estrecha y curvada.

## Distribución y hábitat
Se encuentran en Guinea, Sierra Leona y Uganda en los troncos y las ramas más grandes de los grandes árboles del bosque en alturas de 500 a 1100 m s. n. m.

## Cultivo
La planta deben ser cultivada en la sombra con temperaturas intermedias. Debe tener un buen drenaje con mezcla de corteza y perlita. Hay que mantener la planta en medios húmedos y regar con regularidad durante la temporada de crecimiento. Durante el invierno reducir el riego pero no dejar que la mezcla se seque.

## Taxonomía
Ancistrochilus rothschildianus fue descrita por James O'Brien y publicado en The Gardeners' Chronicle & Agricultural Gazette 41: 51. 1907.
Etimología
El nombre Ancistrochilus procede de las palabras griegas ankistron = "garfio" y cheilos = "labio" refiriéndose a la forma del labelo.

rothschildianus: epíteto otorgado en honor de "Rothschild".
Sinonimia
- Ancistrochilus thomsonianus var. gentilii De Wild. (1903)
- Ancistrochilus hirsutissimus Kraenzl. (1914)
- Pachystoma rothschildiana (O'Brien) Sander (1927)[2][8][9]